# Forces armées d'Océanie
Sur les seize États souverains d’Océanie, seuls cinq disposent de leurs propres forces armées.

## Pays ayant des forces armées
Les deux principales puissances en Océanie sont l'Australie et la Nouvelle-Zélande. La Force de défense australienne et la Force de défense de Nouvelle-Zélande, comprennent chacune une armée de terre, une armée de l'air et une marine de guerre, et constituent de loin les deux plus grandes forces militaires propres à la région.
La Force de défense de Papouasie-Nouvelle-Guinée, les Forces armées de Sa Majesté (forces armées du royaume des Tonga) et les Forces militaires de la république des Fidji sont principalement constituées de petites armées terrestres ou d'une infanterie de marine. Les forces navales de ces trois États sont composées de patrouilleurs, principalement fournis par l'Australie, pays allié. Les Tonga disposent par ailleurs d'un avion de transport, et la Papouasie-Nouvelle-Guinée de quelques avions de transports et d'hélicoptères, principalement prêtés par l'Australie. Les Fidji ne disposent plus de forces aériennes.
Ces cinq États ont déjà déployé leurs forces armées en dehors de leur territoire. L'Australie et la Nouvelle-Zélande ont mené en 2003 une mission de maintien de la paix aux Salomon, à laquelle ont participé aussi les trois autres pays. Australiens, Néo-Zélandais, Fidjiens et Tongiens ont également déployé une force de maintien de la paix dans les années 1990 à Bougainville, île en Papouasie-Nouvelle-Guinée où sévissait un mouvement séparatiste. Les forces armées fidjiennes sont connues pour leur participation très active aux forces de maintien de la paix des Nations unies, notamment au Moyen-Orient. Dans cette même région, l'Australie et les Tonga ont pris part à l'invasion de l'Irak à partir de 2003, et ont également envoyé des troupes prendre part à la guerre d'Afghanistan, aux côtés de leurs homologues néo-zélandais. Quant à la Papouasie-Nouvelle-Guinée, son armée a aidé en 1980 son voisin le Vanuatu à mater un mouvement sécessionniste.
Enfin, les forces fidjiennes ont mené deux coups d'État dans leur propre pays en 1987, et un troisième en 2006.

## Autres pays
Le Vanuatu n'a pas d'armée, mais une force paramilitaire (appelée Force mobile de Vanuatu (en)), qui est officiellement une branche des forces de police. Certains autres États océaniens font usage de navires patrouilleurs fournis par leurs alliés, mais n'ont pas formellement de forces armées. La défense de la plupart des États océaniens incombe ainsi à l'Australie. Les États fédérés de Micronésie, les îles Marshall et les Palaos, anciennement sous souveraineté américaine, restent liés aux États-Unis par un traité de libre-association, et c'est donc leur allié qui assure leur défense,. 